# 분류 체계

분류 체계(分類體系, taxonomy)는 분류의 실천과 과학이다. 이 용어는 순서, 정렬을 뜻하는 그리스어 낱말 τάξις(taxis), 법이나 과학을 뜻하는 νόμος(nomos)에서 기원한다.
대부분의 분류 체계는 계층 구조를 지니고 있지만 필수 사항은 아니다. 분류 체계는 분류군이라는 단위를 사용한다.

## 학문별 분류 체계

### 자연과학
- 분류학
- 진화 분류학
- 수리분류학
- 계통학
- 식물분류학
- 바이러스 분류
- 토양분류

### 컴퓨팅
- 소프트웨어 공학
- 기타
  - 플린 분류
  - 포크소노미 분류

## 같이 보기
- 분류
- 존재론
- 구조주의
- 포크소노미